# Jaroslaw Jurjewitsch Dronow

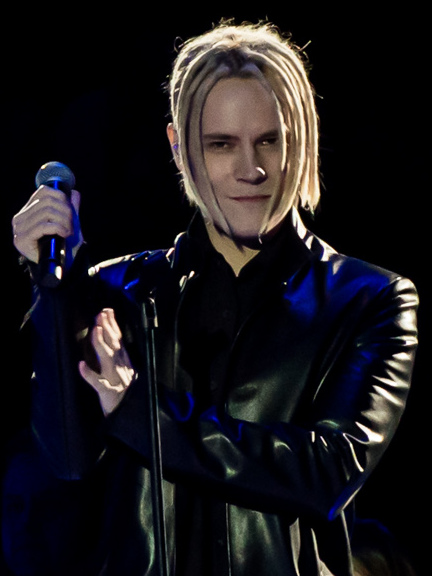
Jaroslaw Dronow (2022)

Jaroslaw Jurjewitsch Dronow (russisch Ярослав Юрьевич Дронов; * 22. November 1991 in Nowomoskowsk, damals Sowjetunion, heute Russland), besser bekannt unter seinem Künstlernamen Shaman, ist ein russischer Singer-Songwriter und Musikproduzent. Er schreibt und produziert Pop- und Rockmusik. 

## Leben und Werk
Mit vier Jahren soll Dronow bereits eine Musikschule in seiner Heimatstadt besucht haben. Später absolvierte er in der Hauptstadt eine klassische Musikausbildung und ging anschließend an die Gnessin-Musikakademie. 2013 trat er bei der Castingshow Faktor A (der russischen Version von The X Factor) auf und sang 2014 auch bei Golos, dem russischen The Voice.
Der große Durchbruch gelang ihm danach zunächst nicht. Er spielte in den darauffolgenden Jahren in einer Coverband auf kleineren Veranstaltungen. Ab 2020 nahm Dronow den Künstlernamen „Shaman“ an. Später ersetzte er zudem seine Dreadlocks durch einen Undercut in wasserstoffblonder Farbe. Die Dreadlocks bezeichnete er früher als „russische Volksfrisur, weil sie wie Ähren aussehen“.
Am 23. Februar 2022, dem Tag des Verteidigers des Vaterlandes in Russland veröffentlichte Shaman das Lied Erheben wir uns (russisch: Встанем; romanisiert: Wstanem), in dem die gefallenen Soldaten gefeiert werden. In einem Interview mit Russia-1 sagte er, er sei der Meinung, dass das Lied „mir von oben diktiert wurde“. Die Single erreichte 46 Millionen Aufrufe auf YouTube und wurde vom russischen Staatssender Rossija 1 ausgestrahlt. Das Lied war den sowjetischen Kriegshelden des Großen Vaterländischen Krieges gewidmet, einer Bezeichnung für den Zweiten Weltkrieg in der UdSSR.
Am bekanntesten ist sein Lied Ich bin Russe (russisch: Я русский, romanisiert: Ja russki). Es wurde in Russland zu einem popkulturellen Phänomen und erreichte bei YouTube bis zur Sperre des Kanals mehr als 50 Millionen Aufrufe.
Shaman wurde in einer Umfrage des staatlichen russischen Meinungsforschungszentrums (WZIOM) zum zweitbesten russischen Sänger des Jahres 2022 gewählt. Im Sommer erhielt er zudem den Titel „verdienter Künstler Russlands“. Diesen Titel erhalten Künstler, die sich loyal mit der russischen Regierung zeigen.

## Privatleben
Dronow hat eine Tochter aus erster Ehe. Mit seiner zweiten Ehefrau, der PR-Managerin Elena Martynowa, lebt er seit dem 26. September 2024 in Scheidung. An Neujahr 2025 zeigte er sich auf einem Foto gemeinsam mit der russischen Aktivistin Jekaterina Misulina, was Gerüchte befeuerte, sie sei der Grund für seine Trennung von Martynowa.

## Kritik
Dronow soll heute zu den Günstlingen von Wladimir Putin zählen. Dabei ist schwer zu eruieren, ob der Künstler von langer Hand zur Galionsfigur geformt wurde oder ob er sich selbst der staatlichen Propaganda angedient hat mit seinem forcierten Patriotismus.
Shaman wird vorgeworfen, die russische Invasion in der Ukraine zu unterstützen. Er wurde eingeladen, auf von der Regierung organisierten Veranstaltungen zu sprechen und aufzutreten. Im November 2022 wurde er aber vom Leiter der russischen Mediengruppe kritisiert, weil er nicht in den besetzten Gebieten der Ukraine auftrat. Im Januar 2023 spielte er dann für russische Soldaten in Luhansk und Mariupol.
Dronows Lied Ich bin Russe soll mittlerweile Teil der patriotischen Erziehung in Russland sein und teilweise im Klassenzimmer gesungen werden. Dazu gibt es angeblich die Anweisung, die rechte Faust in die Luft zu heben. Jelena Afanasjewa, Mitglied des russischen Föderationsrats, bat darum, das Lied wegen Verdachts auf Extremismus zu überprüfen. Auch wurde Dronow vorgeworfen, dass das Lied zu «ethnischem Hass» aufstachele.
Ebenfalls der Kritik ausgesetzt ist Dronows am 20. Juli 2023 erschienene Single Mein Kampf (russisch: Мой бой, romanisiert: Moi boi). Der Titel brachte dem Sänger vor dem Hintergrund seiner martialisch anmutenden Bühnenoutfits den Vorwurf ein, Nazipropaganda zu verbreiten.

## Sanktionen
Im Rahmen des 14. Pakets an Sanktionen gegen Russland seit dem Überfall auf die Ukraine verhängte die Europäische Union restriktive Maßnahmen auch gegen Dronow.  Dem russischen Künstler ist eine Einreise in die EU untersagt. Seine Konten in der EU werden eingefroren, Zahlungen für die Verwertung von Musikrechten dürfen nicht mehr erfolgen. Spotify hat daraufhin Shamans Songs aus seiner Datenbank entfernt.
Im Sommer 2024 wurde auch der YouTube-Kanal von Dronow gesperrt. Bis zu diesem Zeitpunkt hatten seine Musikvideos dort über 500 Millionen Aufrufe verzeichnet. YouTube war damit seine wichtigste Plattform zur Verbreitung seiner Inhalte. Andere, weniger populäre Plattformen wie VKontakte oder Rutube erreichen bei weitem nicht die gleiche Anzahl an Aufrufen.